# Ernst von Grolman
Ernst Wilhelm Karl von Grolman (né le 16 août 1832 à Berlin et mort le 15 avril 1904 dans la même ville) est un général d'infanterie prussien.

## Biographie

### Origine
Issu de la famille noble von Grolman, il est le fils de Wilhelm Heinrich von Grolman (de) (1781-1856) et de sa femme Malwine, née Eimbeck (1804-1857). Son père est un vrai conseiller privé, président de la Cour d'appel et major.

### Carrière militaire
Grolman étudie au lycée Frédéric-Guillaume de Berlin et s'est engagé le 1er avril 1849 comme porte-drapeau dans le 2e régiment de grenadiers de l'armée prussienne. En 1857, il devient adjudant de la 3e brigade d'infanterie de la Garde. Grolman participe à la guerre austro-prussienne en tant que capitaine et adjudant au haut commandement de l'armée, devenant plus tard adjudant au commandement général du 10e corps d'armée à Hanovre. En 1867, il est nommé major à la légation de Prusse à Munich. Il participe à la guerre contre la France en 1870/71 comme adjudant du général von Werder, en 1871 il est promu chef de service à l'état-major général, en 1872 il devient chef d'état-major du 10e corps d'armée, en 1873 commandant du 55e régiment d'infanterie, à partir de 1874 il commande comme colonel le 3e régiment de la Garde à pied, en 1880, il est promu général de division et commandant de la 55e brigade d'infanterie, en 1883, il devient directeur du département des invalides du ministère de la Guerre et en 1885 lieutenant général. Le 14 juin 1889, Grolman est mis à la retraite et nommé gouverneur de la maison des Invalides de Berlin. Parallèlement, il doit être maintenu sur les listes d'ancienneté des généraux. Le 27 janvier 1890, Grolman reçoit le caractère de général d'infanterie. Le 5 novembre 1898, à l'occasion du 150e anniversaire de la maison des Invalides, il est décoré de la Grand-croix de l'ordre de l'Aigle rouge avec feuilles de chêne et épées. Grolman fête ses 50 ans de service le 25 août 1899 et est donc mis à la suite du 3e régiment à pied de la Garde.
Il meurt dans l'exercice de ses fonctions et est enterré dans le cimetière des Invalides de Berlin.

### Famille
Grolman se marie le 10 octobre 1865 à Rentweinsdorf avec Hedwig baronne von Rotenhan (née le 8 octobre 1847 à Rentweinsdorf et morte le 26 mars 1923 à Potsdam). Les enfants suivants sont nés de ce mariage :
- Hermann Wilhelm Heinrich (né le 27 octobre 1866 à Hanovre), président du tribunal de grande instance, chevalier de justice de l'Ordre de Saint-Jean
- Guillaume Ernest (né le 1er février 1868 à Munich et mort le 9 janvier 1915 à Souain-Perthes), lieutenant-colonel prussien
- Karl August Adolf (né le 8 janvier 1872 à Berlin et mort le 29 mars 1932 à Goslar), conseiller de la chevalerie, seigneur de Gosda, chevalier de l'ordre de Saint-Jean marié avec Irmgard von Rochow (née le 20 août 1882)
- Heinrich Wolfram (né le 23. février 1874 à Detmold), major prussien marié avec Elfriede de la Croix (née le 17. août 1885 et morte le 28 mai 1951)
- Ernest (né le 24 décembre 1876 à Hanovre et mort le 6 février 1878 dans la même ville)
- Marie Malwine Hedwige (née le 8 juillet 1880 à Karlsruhe), chanoinesse à Löbichau
- Élisabeth (née le 14. novembre 1882 à Karlsruhe et morte le 28 mai 1893 à Berlin)